# Pico de Santo Tomé
El Pico de Santo Tomé (en portugués Pico de São Tomé) es la montaña más elevada de Santo Tomé y Príncipe con una altitud de 2024 m. Se ubica al oeste de la isla de Santo Tomé, en el Parque natural Obo, parte del distrito de Lembá. El segundo punto más elevado, el Pico de Ana Chaves (1630 m), se sitúa 3 km el sureste. El pueblo de Santa Catarina se encuentra 8 km al oeste.

## Descripción
Toda la isla de Santo Tomé es un gran volcán en escudo que se eleva desde el suelo del Océano Atlántico, a más de 3000 m por debajo del nivel del mar. Se formó a lo largo de la cordillera de Camerún, una zona de rift que se extiende desde el suroeste de Camerún hasta el Océano Atlántico. La mayor parte de la lava que hizo erupción en Santo Tomé durante el último millón de años ha sido basalto. La actividad más reciente fue hace unos 36 000 años.
En los mapas antiguos de Santo Tomé y Príncipe, la montaña se llama "Pico Gago Coutinho", en honor al oficial naval portugués Carlos Viegas Gago Coutinho (1869-1959) quien, junto con Sacadura Cabral (1881-1924), fue el primero en cruzar el Océano Atlántico Sur por aire.
La montaña está cubierta de bosques. En las laderas más bajas hay plantaciones de café y cacao, y más arriba se encuentran árboles de gran tamaño envueltos en orquídeas, líquenes y otras epífitas. Las partes superiores de la montaña a menudo están envueltas en niebla. Se puede escalar por dos lados diferentes. Un camino comienza por encima de la plantación de Ponta Figo y requiere un campamento en Pico Mesa a 1875 m. Luego se puede llegar a la cumbre en aproximadamente una hora antes de descender a través de Carvalho. La otra ruta asciende desde el jardín botánico de Bom Sucesso hasta Carvalho, donde hay una zona de descanso e instalaciones para acampar. Al día siguiente se puede llegar a la cumbre realizando un descenso hasta Ponta Figo. El ascenso se puede realizar en una sola caminata de dieciocho horas desde Ponta Figo. La caminata no es calificada como dificultosa, pero el clima, a menudo lluvioso, tiende a hacer que el camino sea resbaladizo.